# Ophiozonella bispinosa
Ophiozonella bispinosa is een slangster uit de familie Ophiolepididae.
De wetenschappelijke naam van de soort werd in 1897 gepubliceerd door René Koehler.